# 장남들
장남들은 대한민국의 밴드이다. 7080의 캠퍼스 밴드로, 1978년 TBC 해변가요제에서 〈바람과 구름〉 곡으로 장려상을 수상하면서 데뷔하였다.

## 구성원
- 김철 (보컬)
- 박상혁
- 김창진 (키보드)
- 장영선 (베이스)
- 박일병 (드럼)

## 수상
- 1978년, 제1회 TBC 해변가요제에서 〈바람과 구름〉으로 장려상 수상.
- 1979년, 제1회 MBC 강변가요제에서 〈여름바다(지나간 옛추억)〉으로 인기상 수상.